# Schloss Sokolov

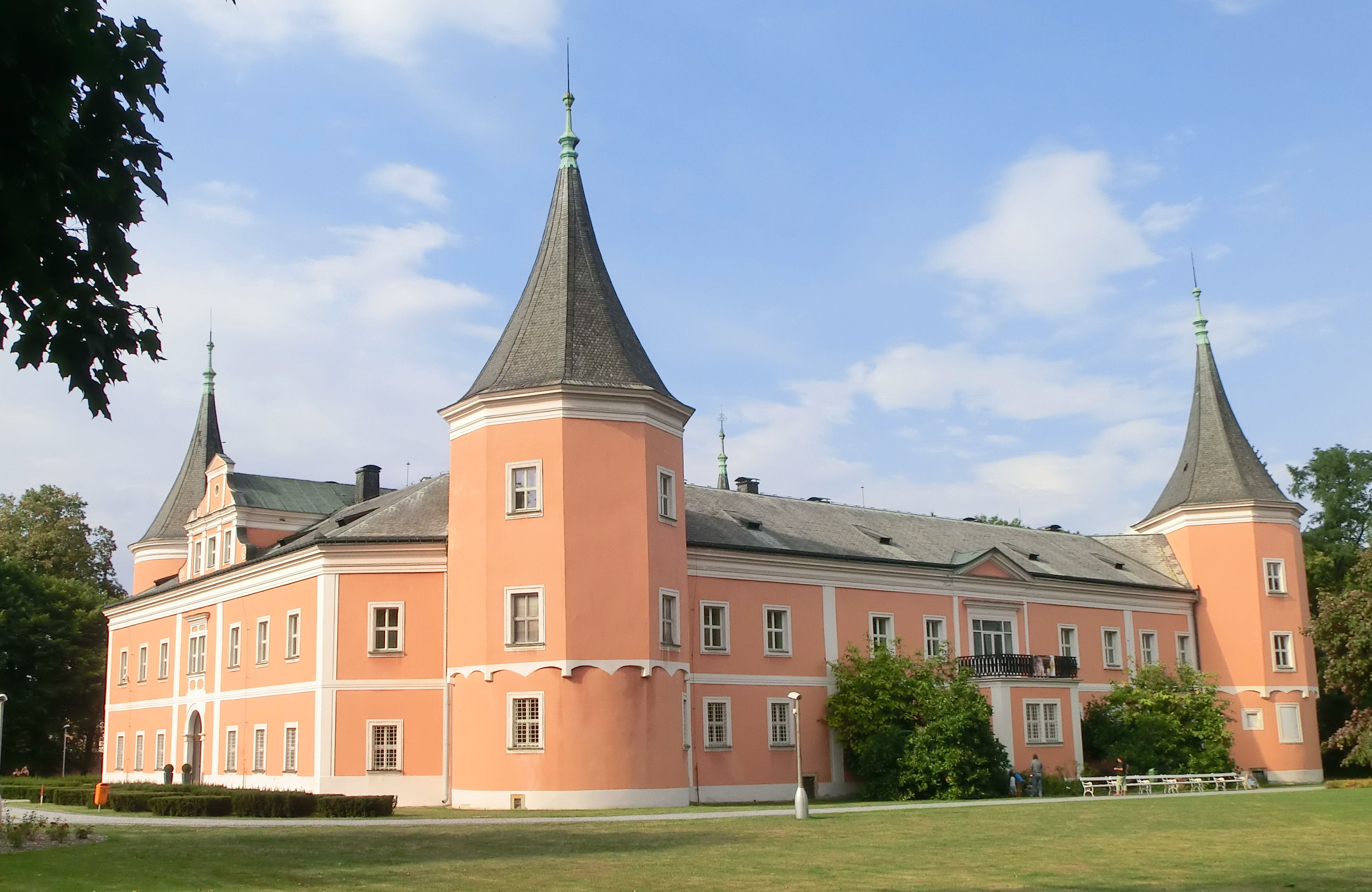
Schloss Sokolov (Falkenau)

Schloss Sokolov (Schloss Falkenau) ist ein klassizistisches Schloss im Zentrum der Stadt Sokolov in Tschechien. An das Schloss schließt sich ein großer ehemaliger Schlosspark an. Das Schloss ist am Rande der Altstadt gelegen.

## Geschichte

### Ursprung des Schlosses als befestigte Anlage
Die Ursprünge einer befestigten Anlage an gleicher Stelle sind verbunden mit der Anlage des Ortes. Ein Modell befindet sich im Bezirksmuseum Sokolov im ersten Stock des Schlosses. Es zeigt ein überwiegend aus Steinen errichtetes wehrhaftes Palais, das von einer Wehrmauer und einem Wassergraben umgeben ist. Das Ministerialengeschlecht der Notthafft trug nachweislich zur Kultivierung der Gegend bei und sie waren vermutlich auch Herren dieser ersten Burg. 1366 kam die Burg unter die Verwaltung der Königskammer. Die Anlage war in der Zeit der Gotik eine Wasserburg mit den vier Ecktürmen, die bis heute erhalten blieben. Der Wassergraben mit mehreren steinernen Brücken darüber soll noch im 17. Jh. vorhanden gewesen sein.

### Die Burg und das Schloss unter den Familien Schlik und Nostitz
Spätere Schlossbesitzer waren die Familien Schlik und Nostitz. Kaspar Schlick erhielt das Falkenauer Herrschaftsgut 1434 von Sigismund von Luxemburg verliehen. 1480 bauten die Schlicks die Burg um, der von ihnen weitgehend neu errichtete Bau gilt als Grundlage der heutigen Burg. Johann Albin Schlick gilt als letzter Schlick, der auf Falkenau residierte. Er gehörte zu den Führern des böhmischen Ständeaufstands und flüchtete 1621 nach der Schlacht am Weißen Berg ins Ausland. Die Burg wurde zusammen mit dem Herrschaftsgut Falkenau beschlagnahmt und 1622 an die Familie Nostitz verkauft. Im Dreißigjährigen Krieg wurde die Burg beschädigt und brannte 1648 aus.

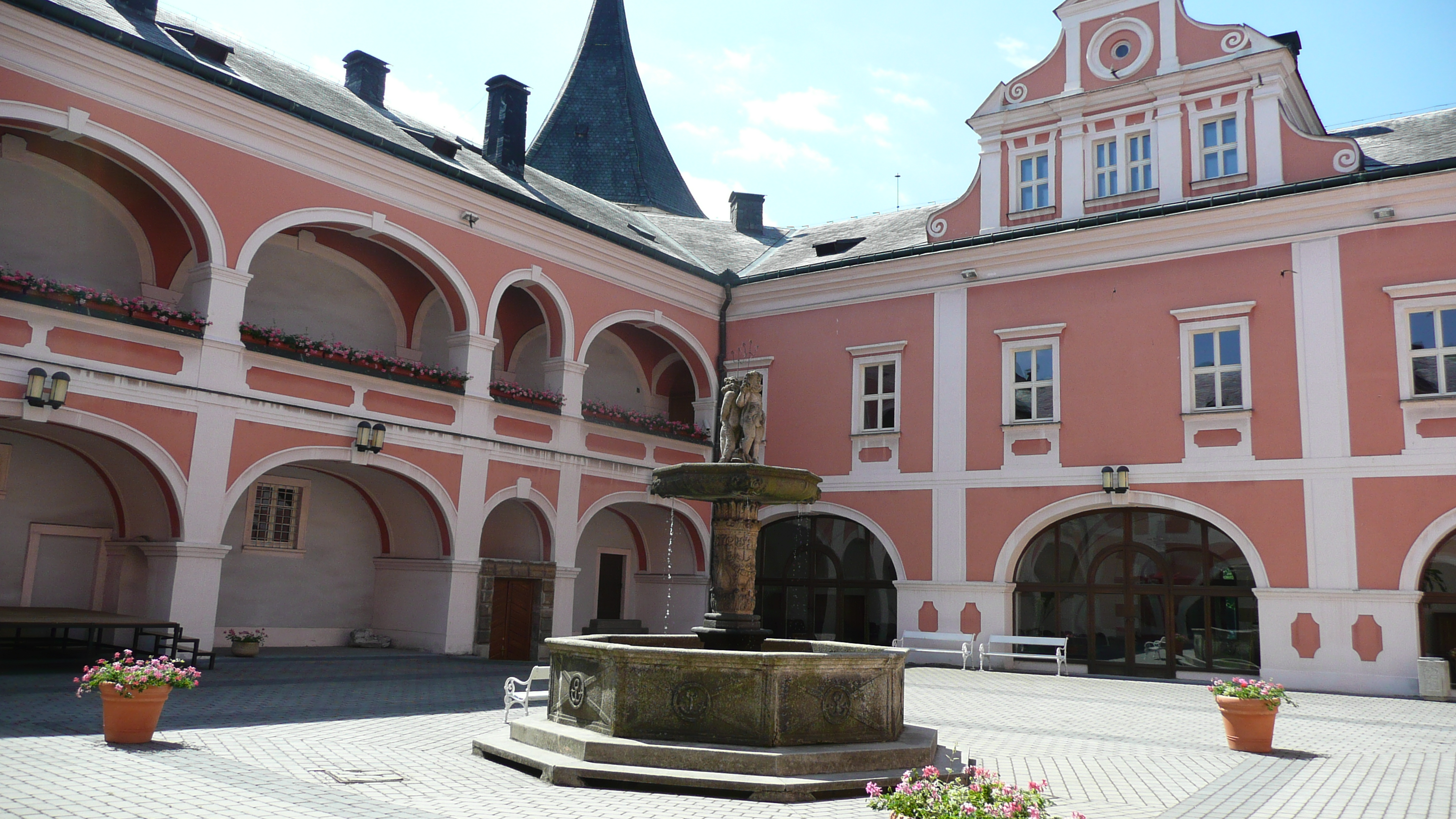
Der Renaissancehof

Johann Hartwig von Nostitz-Rieneck ließ die stark beschädigte Burg in der Folge zwischen 1659 und 1663 in ein Renaissanceschloss umbauen. Die Umgebung des Schlosses wurde 1730 im Stil französischer Gartenanlagen gestaltet. 1800 bis 1805 ließ Graf Friedrich Nostitz-Rieneck das Schloss gründlich renovieren und im klassizistischen Stil gestalten. 1880 wurden die Dächer der Schlosstürme ersetzt. Die neuen, zeltförmigen Dächer sind noch erhalten, mit ihnen erhielt das Schloss weitgehend sein heutiges Aussehen. Die Familie Nostitz war weiterhin Besitzer des Schlosses, bis sie 1945 aufgrund der Beneš-Dekrete enteignet wurde.

### Das Schloss seit dem Zweiten Weltkrieg
Die US-Armee nutzte das Schloss direkt nach dem Krieg als Sitz ihrer Kommandantur. Später nutzte die Sowjetarmee die Burg. Dabei entstanden große Schäden, große Teile des Inventars wurden beschädigt oder zerstört. Unter anderem wurde die Ausstattung der Schlosskapelle verbrannt. In den 1960er Jahren wurde das Schloss nach und nach renoviert und einer zivilen Nutzung mit Bibliothek, Museum und Räumen für das Standesamt zugeführt. Die letzte große Renovierung fand 1993 bis 1994 statt.

## Museum des Bezirkes Karlsbad
Heute befindet sich im Schloss das  Museum Sokolov des Karlovarský kraj (Bezirk Karlsbad).
Ausgestellt sind unter anderem die Geschichte des Bergbaues (auf Metalle und Braunkohle) in den Regionen tschechisches Erzgebirge/ Egergraben/ Kaiserwald, die frühe industrielle Glasherstellung, regionale Herstellung von Porzellan, regionale historische Kunstwerke wie Gemälde und Holzfiguren, die Geschichte der Besitzer(Adelsfamilien) des Schlosses Falkenau, Uniformen aus der Zeit des Zweiten Weltkrieges und Häftlingskleidung von Gefangenen des KZ-Außenlagers Falkenau.
Umfangreiche Informationen werden zur Geschichte der Familie von Nostitz gezeigt. Außerdem sind Fundstücke zur Ur- und Frühgeschichte, wie Knochen und Stoßzähne von Mammuts und Kunstwerke des frühen Menschen (Venusfigurinen) und Fragmente einer frühen "Holzpuppe" der Urmenschen ausgestellt.
In einer angeschlossenen Kunstgalerie finden gelegentliche Ausstellungen zeitgenössischer Kunstwerke statt.